# Program Sputnjik
Program Sputnjik je naziv za niz sovjetskih svemirskih letjelica bez ljudske posade, lansiran 1957. godine.
Cilj lansiranja serije letjelica u orbitu je bio ispitivanje mogućnosti istraživanja gornje atmosfere uz pomoć umjetnih satelita, u sklopu međunarodne geofizičke godine.
Svakako najpoznatiji je Sputnjik 1, prvi zemljin umjetni satelit, kojim je SSSR napravio veliki korak naprijed u svemirskoj utrci s hladnoratovskim rivalom SAD-om.
Riječ "Спутник" na ruskom doslovno znači "suputnik" ili "satelit".